# ذو الشفة البسيطة
ذو الشفة البسيطة (الاسم العلمي: Aplocheilus)، جنس أسماك من أسماك القنص تنتمي إلى فصيلة بسيطات الشفة. مواطنها الأصلية في جنوب آسيا وجنوب شرق آسيا، من باكستان إلى فيتنام وماليزيا، ومننيبال إلى سريلانكا.
العديد من أنواعه، وخاصة ذو الشفة البسيطة المخطط، A. lineatus، تحظى بهتمام مربي الاسماك.

## أصل التسمية
يتكون اسم Aplocheilus من كلمتان يونانيتان قديمة، aploe التي تعني «بسيط»، وcheilos التي تعني «شفة».

## الأنواع
الأنواع المعترف بها حاليًا في هذا الجنس هي
- Aplocheilus blockii J. P. Arnold, 1911 (green panchax)
- Aplocheilus dayi Steindachner, 1892 (Ceylon killifish)
- Aplocheilus kirchmayeri Berkenkamp & Etzel, 1986
- Aplocheilus lineatus (اشيل فالنسيان، 1846) (striped panchax)
- سمكة البقعة البيضاء (فرانسيس بوشنان-هاميلتون، 1822) (blue panchax)
- Aplocheilus parvus (Sundara Raj, 1916) (dwarf panchax)
- Aplocheilus werneri Meinken, 1966 (Werner's killifish)